# Wellesley Wild
Henry Wellesley Wild (New York, 27 aprile 1972) è uno sceneggiatore e produttore televisivo statunitense, noto per la sua collaborazione nella serie animata I Griffin, di cui è anche produttore esecutivo e, in più occasioni, ha doppiato anche alcuni personaggi.

## Filmografia

### Sceneggiatore

#### Cinema
- Ted, regia di Seth MacFarlane (2012)
- Un milione di modi per morire nel West, regia di Seth MacFarlane (2014)
- Ted 2, regia di Seth MacFarlane (2015)

#### Televisione
- I Griffin (Family Guy) - serie TV, 14 episodi (2005-in corso)
- Dads - serie TV, 1 episodio (2013)
- The Orville - serie TV, 1 episodio (2019)

### Produttore

#### Cinema
- Un milione di modi per morire nel West, regia di Seth MacFarlane (2014)
- Ted 2, regia di Seth MacFarlane (2015)

#### Televisione
- I Griffin - serie TV (1999-in corso)
- Dads - serie TV (2013-2014)
- The Orville - serie TV (2017-in corso)